# Непреодолимая благодать
Непреодолимая благодать (лат. gratia irresistibilis) — концепция в отдельных течениях христианства, в частности получившая наибольшее развитие в кальвинизме. Суть концепции состоит в том, что уверование и спасение человека определяется прежде всего волей Бога, а не выбором человека: " которые не от крови, и не от хотения плоти, и не от хотения мужа, но от Бога родились" Иоанна 1:13. Так многие места Священного Писания указывают на то, что не все люди будут спасены. Например, говорится, что Христос пришел спасти людей своих: Матфея 1гл. 21стих, что ад не будет пустым: Откровение: 20гл.15стих, что многие идут широкими вратами: Матфея 7гл.13стих, Лука 13:24. Во второй главе к Ефесянам мы узнаем, что  человек не может заслужить или каким-то образом заработать спасение, и более того, перед распятием Христос произнес молитву Отцу, в которой Он просит о сохранении ко спасению не всех людей, а тех которых Ему дал Бог: Иоанна 17.9. Таким образом, если человек избирает путь следования за Христом или, как говорят, хочет "пустить Христа в свое сердце" это означает, что Бог привлекает этого человека и Сам лично производит в нем желания и хотения по Своему благоволению см.Филиппийцам 2:13 
Концепция сформулирована впервые Блаженным Августином.